# District de Lauzerte
Le district de Lauzerte est une ancienne division territoriale française du département du Lot de 1790 à 1795.
Il était composé des cantons de Lauzerte, Belaye, le Bourg, Cazés, Moissac et Montcuq.